# Bacilos
I Bacilos sono un gruppo colombiano-brasiliano e portoricano di Pop latino con sede a Miami, Florida, Stati Uniti. È uno dei gruppi Pop latino più importanti. È stato nominato diverse volte ai Latin Grammy Awards e ha vinto come miglior album Pop latino ai Grammy Awards nell'edizione del 2003.

## Storia del gruppo
Il gruppo nasce nel 1997 da tre studenti dell'Università di Miami.
Jorge Villamizar e José Javier Freire inizialmente formarono un gruppo rock alternativo con altri quattro studenti dell'Università; Jorge era il cantante e chitarrista e José era il batterista.
Solo poco dopo, conoscono André Lopes il quale suonava in gruppo di musica brasiliana. I tre decidono di creare un gruppo che chiameranno Bacilos.

### Primo periodo musicale
Inizialmente il gruppo suona in diversi locali, senza trovare un'etichetta discografica che li appoggiasse, tanto che nel 1999 decidono di registrare il loro primo album indipendente chiamato Madera.
Un anno dopo firmano un contratto con la Warner Music Group, con i quali rieditano il loro primo album chiamandolo Bacilos.
Sarà proprio quel anno l'inizio dell'ascesa dei Bacilos tanto che nel 2001, vengono nominati a due Latin Grammy Awards, uno per miglior artista emergente e il secondo per il miglior album Pop eseguito da un duo o un gruppo.
Una grande influenza per la crescita di questo gruppo l'ha avuta Alejandro Sanz, con il quale il gruppo ha girato tutto il continente Americano, facendo da gruppo di apertura al suo tour chiamato El Alma Al Aire Tour.
Il 16 luglio 2002 pubblicano il loro secondo album chiamato Caraluna. L'album spopola, tanto che viene nominato ai Grammy Awards e li vince come miglior album Pop Latino. Viene nominato anche ai Latin Grammy Awards come miglior album e come miglior album Pop eseguito da un duo o un gruppo: riesce a vincere solo il premio come miglior album Pop eseguito da un duo o un gruppo.
Due anni dopo, il 28 settembre 2004, ritornano con un nuovo album chiamato Sin Verguenza prodotto in collaborazione con Tom Capone y Juan Vicente Zambrano. Il primo singolo Pasos de gigante diventa No. 1 in Argentina, No. 2 in Cile e raggiunge l'ottava posizione nella top 100 di Billboard il 20 novembre dello stesso anno. L'album riceve anche la nomina ai Grammy Awards come miglior album Pop latino, che non vince.
Nel 2006 lanciano Grandes éxitos, una raccolta delle loro migliori canzoni e nello stesso anno partono per il loro ultimo tour prima di dividersi.
I Bacilos il 15 dicembre 2006 a La Covacha, a Miami, annunciano che si sarebbero sciolti ma che avrebbero concluso il tour.
L'ultimo concerto dal vivo avviene il 22 febbraio 2007 in Cile al Festival di Viña del Mar.
Dopo 10 anni decidono di ritornare insieme con più forze di prima e un anno dopo il 24 agosto 2018 pubblicano il loro quarto album chiamato ¿Donde Nos Quedamos?.
Il 2021.è un anno di cambiamento per il gruppo, dove vede José Javier Freire lasciare il gruppo e lasciare cosi Jorge e André a formare un duo.
Sempre nello stesso anno as aprile pubblicano l'ultimo loro album chiamato Abecedario.

## Membri
- Jorge Villamizar, soprannominato JF, cantante e chitarrista
- André Lopes, bassista
- José Javier Freire, soprannominato JJ, batterista

## Discografia

### Album
- 2000 - Bacilos
- 2002 - Caraluna
- 2004 - Sin Vergüenza
- 2018 - ¿Donde Nos Quedamos?
- 2021 - Abecedario

### Raccolte
- 2004 - solo un segundo, lo mejor de Bacilos
- 2006 - Grandes éxitos

### EP
- 2020 - Cupido y compañía

## Riconoscimenti

### Grammy Awards
| Anno | Nomina        | Premio                   | Risultato |
| ---- | ------------- | ------------------------ | --------- |
| 2003 | Caraluna      | Miglior album Pop latino | Vittoria  |
| 2005 | Sin Vergüenza | Miglior album Pop latino | Nomina    |

### Latin Grammy Awards
| Anno | Nomina           | Premio                                           | Risultato |
| ---- | ---------------- | ------------------------------------------------ | --------- |
| 2001 | Bacilos          | Miglior artista emergente                        | Nomina    |
| 2001 | Bacilos          | Miglior album Pop eseguito da un duo o un gruppo | Nomina    |
| 2003 | Caraluna         | Album dell'anno                                  | Nomina    |
| 2003 | Caraluna         | Miglior album Pop eseguito da un duo o un gruppo | Vittoria  |
| 2003 | Mi Primer Millón | Canzone dell'anno                                | Nomina    |
| 2003 | Caraluna         | Canzone dell'anno                                | Nomina    |
| 2003 | Mi Primer Millón | Migliore canzone tropical                        | Vittoria  |
| 2005 | Sin Vergüenza    | Miglior album Pop eseguito da un duo o un gruppo | Vittoria  |